# Holotrichia rufodorsalis
Holotrichia rufodorsalis är en skalbaggsart som beskrevs av Matsumoto 2009. Holotrichia rufodorsalis ingår i släktet Holotrichia och familjen Melolonthidae. Inga underarter finns listade i Catalogue of Life.